# Tequixquiac
Tequixquiac est l'une de 125 municipalités de l'État de Mexico au Mexique. Tequixquiac partage ses limites au nord et à l'ouest avec l'Apaxco, au sud avec Zumpango, au sud-ouest avec Huehuetoca, à l'est avec Hueypoxtla et à l'ouest avec l'État d'Hidalgo.
Le siège municipal (chef-lieu) est Santiago Tequixquiac qui compte 23 701 habitants. Tequixinac compte des lieux d'intérêt et villes telles que:  Tlapanaloya, Zumpango, ou San Juan Zitlaltepec
La municipalité de Tequixquiac a été déclarée en 2013 en tant que territoire essentiellement agronome en raison de ses terres agricoles et de ses forêts.

## Histoire

Fleuve El Salado.

L'église Saint-Jacques Apôtre à Tequixquiac.

Tequixquiac est une ville où nombre de découvertes en termes de  fossiles ont été faites. La plupart ont été trouvées par hasard, après des siècles d'enfouissement.  
Tel est le cas du "Saint des Tequixquiac" découvert pendant la construction du réseau d'assainissement de la ville de Mexico, le 4 février 1870, par douze pieds de profondeur. Ce fossile est considéré comme un vestige important lié à la période préhistorique des Amériques. 
Au même endroit, furent découvertes des carapaces de glyptodontes (Glyptotherium). Mais aussi des mâchoires de  chevaux, de mammouth. Il a également été trouvé d'autres variétés de fossiles tels que ceux de mammifères de la famille du paresseux (Nothrotheriops), ou d'antilopes (Capromeryx), entre autres. Tous ces fossiles (datés à 40 000 années environ) témoignent de l'importance archéologique du lieu. D'ailleurs, la plupart des habitants possèdent des fragments fossiles chez eux.
En 1990, le musée "Temoatzin" ouvre ses portes pour exposer ces trouvailles au public.
Le site était occupé en  35 000 av. J.-C. par des tribus nomades de chasseurs-cueilleurs originaires d'Asie, ayant traversé le détroit de Béring (alors recouvert d'une couche de glace). Elles se nourrissaient principalement des fruits (abondants dans la région de climat tropical), et de la faune locale. En plus des fossiles, une des œuvres les plus connues de l'art préhistorique américain a été trouvée dans cette commune : un morceau d'os de camélidé sculpté entre 14 000 et 7 000 av. J.-C En 1870, après sa découverte, la relique prit le nom de Sacrum de Tequixquiac.
Au cours de la colonisation espagnole des Amériques, après la chute de Tenochtitlan, Hernan Cortés récompensa ses conquistadors pour leurs services par diverses récompenses. Une de ces récompenses était l'attribution de terres, ce fut notamment le cas de Tequixquiac. 
La ville fut données à deux Espagnols : Martin Lee, et Andres Nunez. Tequixquiac appartenait alors à cette époque au village de Zitlatepec dans laquelle régnait le vice-roi Luis de Velasco. Celui-ci a statué la Commission de protéger les Indiens.
Dans le territoire de Tequixquiac, s'était mise en œuvre une industrie florissante exploitant les dépôts calcaires grâce à une main-d'œuvre indigène, décimant ainsi la population dans des conditions de pauvreté extrême et de travail forcé.
Les familles dispersées furent recueillies par Francisco Lopez de Tlaltzintlale Tlaxcala en l'an 1552, qui a par la suite subtilisé leurs terres et les a redistribuées sous forme de subventions royales espagnoles.

## Démographie
| Ville                | Population |
| Totale Municipalité  | 33 907     |
| Santiago Tequixquiac | 23 701     |
| Tlapanaloya          | 6 294      |
| Wenceslao Labra      | 1 248      |